# Pomlerende Lejrplads
Pomlerende Lejrplads på Møn er en af Danmarks ældste campingpladser og vel nok den mest originale[kilde mangler]. Den åbnede i 1927 og hed oprindeligt Liselund Camping. Den har ikke ændret sig meget gennem årene og de eneste faciliteter på pladsen er et lokum og koldt vand.